# الشمس الكردية

الشمس الكردية

الشمس الكردية "Roj" هي شعار عبارة عن شمس ذهبية مشتعلة، لها تاريخ ديني وثقافي بين الكرد، يمتد إلى العصور القديمة. موجود داخل علم كردستان والعلم الرسمي لإقليم كردستان، قرص الشمس للشارة يحتوي على 21 شعاعًا متساويًا في الحجم والشكل. رقم 21 هو عدد تبجيلي، يقف من أجل النهضة في الديانة الكردية القديمة والأصلية اليزدانية وفروعها الحديثة. كما يرمز أيضًا رقم 21 إلى يوم 21 آذار، وهو يوم عيد نوروز والذي يعتبر العيد القومي للكرد أو عيد رأس السنة الكردية.

## تاريخ

### أعلام كردية استخدمتها

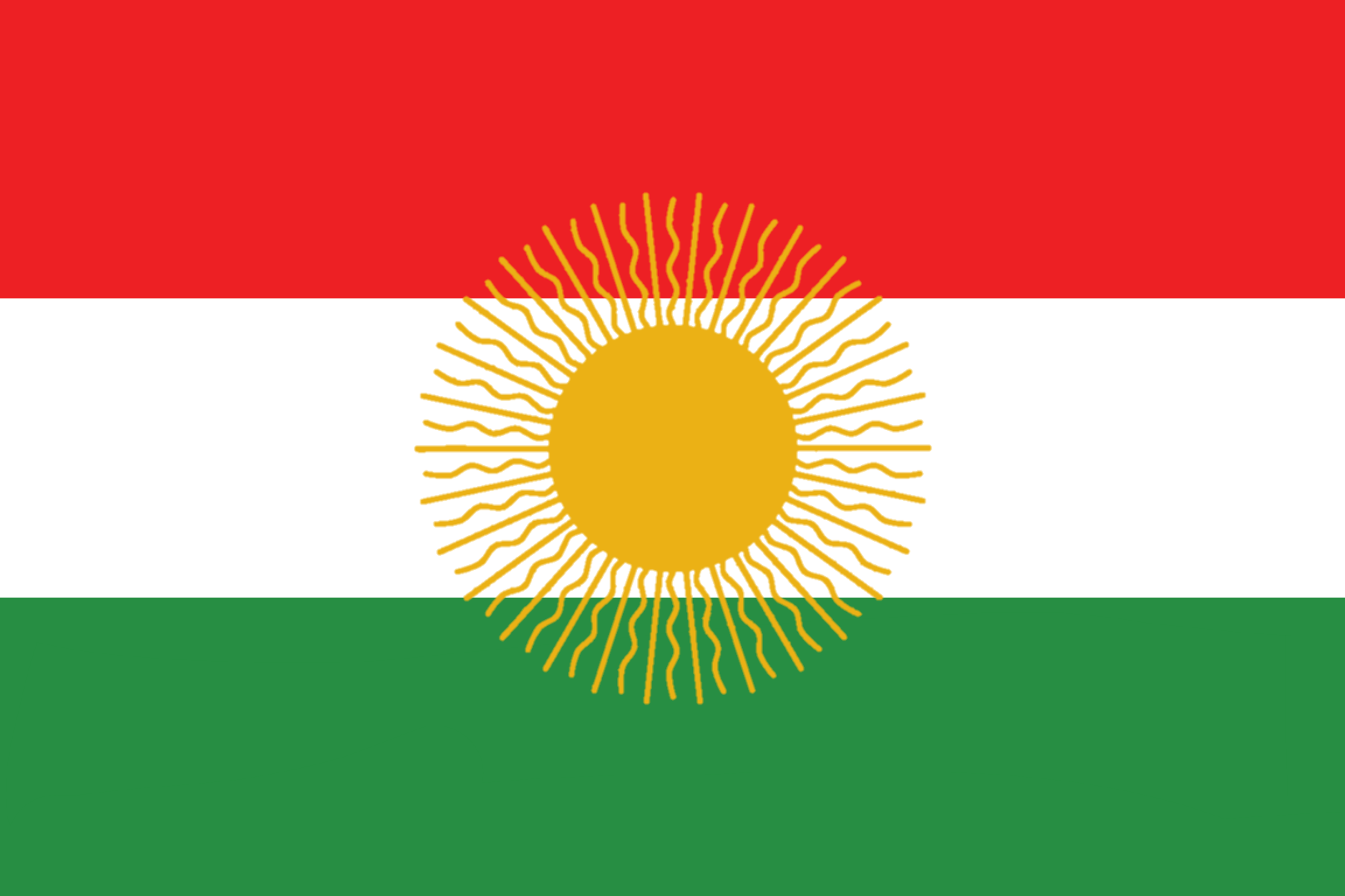
أول نسخة من علم كردستان الحديثة, اعتمد من قبل خويبون في 1928 كعلم لجمهورية أرارات (1927-1930).
علم تبنته جمهورية مهاباد في منتصف الأربعينات.[8]
نسخة الثالثة والحالية للعلم, الذي تبناه إقليم كردستان في 1992[8] استخدم أيضا من قبل أحزاب الكردية القومية في إيران[9] تركيا,[10] وسوريا.[11]